# Paratus ledong
Espèce
Paratus ledong est une espèce d'araignées aranéomorphes de la famille des Liocranidae.

## Distribution
Cette espèce est endémique de Hainan en Chine,. Elle se rencontre dans le xian de Ledong.

## Description
Le mâle holotype mesure 2,53 mm et la femelle paratype 2,86 mm.

## Systématique et taxinomie
Cette espèce a été décrite par Li et Yao en 2023.

## Étymologie
Son nom d'espèce lui a été donné en référence au lieu de sa découverte, le xian de Ledong.

## Publication originale
- Chu, Lu, Li & Yao, 2023 : « Three new species of liocranid spiders (Arachnida: Araneae) from China and Nepal. » Zootaxa, no 5285(1), p. 176-186.